# 列必珠市中心

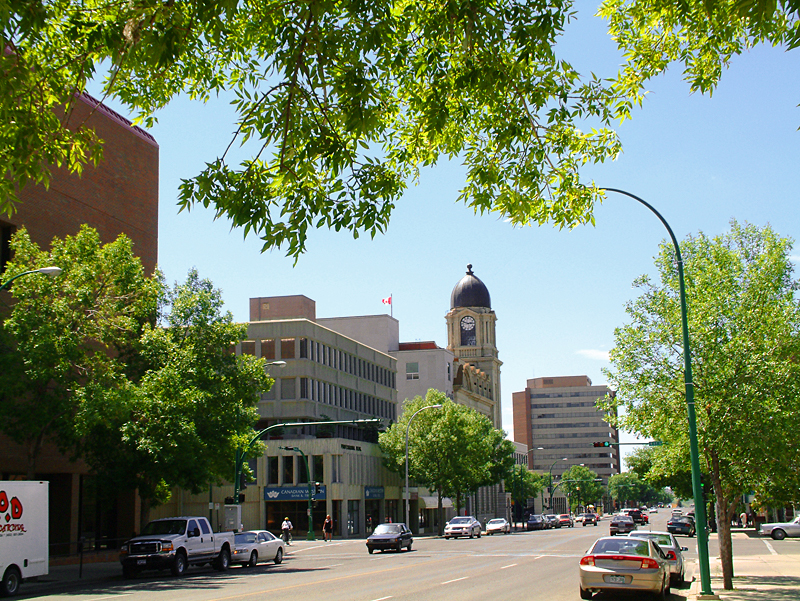
第4南路望向西

列必珠市中心（英語：Downtown Lethbridge）是加拿大亞伯達省列必珠的核心商業區。該區域有該市大部分銀行，以及一些會計師事務所及律師行。

## 邊界
依照市政上的邊界，市中心西接奧文河河谷，北臨克勞斯內徑及加拿大太平洋鐵路，東至施他佛徑（Stafford Drive；第9街），南迄第6路。該區域不是很大，社區結構也很少。此處是列必珠華埠的所在地，華埠位於哥爾特花園以西第2留上的兩個街區。

## 購物
市中心地區有數百家臨街零售店，散佈着專業服務。該市最大的兩個購物中心（列必珠中心及公園坊商場）都位於市中心。

## 外部連結
- 列必珠市中心 （页面存档备份，存于）

49°41′42″N 112°50′20″W / 49.695°N 112.839°W